# جين تانر
جين تانر (بالإنجليزية: Jane Tanner)‏ هي رسامة توضيحية أسترالية، ولدت في 29 نوفمبر 1946.